# Korsnäs (Hammarland, Åland)
Korsnäs är en halvö i Åland (Finland). Den ligger i den nordvästra delen av landskapet, 26 km norr om huvudstaden Mariehamn. Korsnäs ligger på ön Fasta Åland.